# Боспорська держава
Боспорська держава, Боспор (Боспорське царство, Боспор Кімерійський) — одна з античних держав Північного Причорномор'я з центром на берегах Керченської протоки.

## Назва
Назва Кімерійський Боспор пішла від назви міста Кімерис на азійському березі Босфорської протоки (Керченської). За античними авторами Кімерійський Боспор поділяв це царство на дві частини. Столицею європейської частини був Пантікапей, а азійської — Фанагора. Сама назва «Боспор» (дав.-гр. Βόσπορος) походить від βοὸς (форма родового відмінка від βοῦς — «бик», «віл»), і πόρος («прохід», «перехід»). Походження топоніма аналогічно етимології назви «Босфор» і пов'язане з міфом про Іо.

## Боспорське літочислення
У Боспорському царстві існувала своя система літочислення, яка відома нам з боспорських монет. Числа позначалися на монетах як букви, наприклад: ΓΛΥ (433), ΓΙΥ (413), ΖΗΙ (678)

## Історія

### Боспор до Археанактидів
На підставі повідомлення Діодора Сицилійського, що 438 (або 437) року до  нашої ери завершилося правління Археанактидів, які царювали 42 роки в Боспорі Кімерійському (давня назва Керченської протоки), прийнято вважати, що Боспорська держава виникла близько 480 року до н. е. Гадають, що це відбулося внаслідок об'єднання грецьких полісів, які на той час існували на західному (Пантікапей, Тірітака, Мірмекій) та східному (Гермонасса, Фанагорія) берегах Керченської протоки. Столицею Боспорської держави був Пантікапей (на місці сучасної Керчі). Археанактидів заступили Спартокіди (були при владі з 438 (або 437) року до кінця 2-го століття до нашої ери).

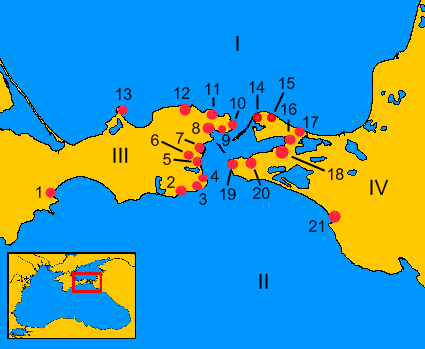
Боспор

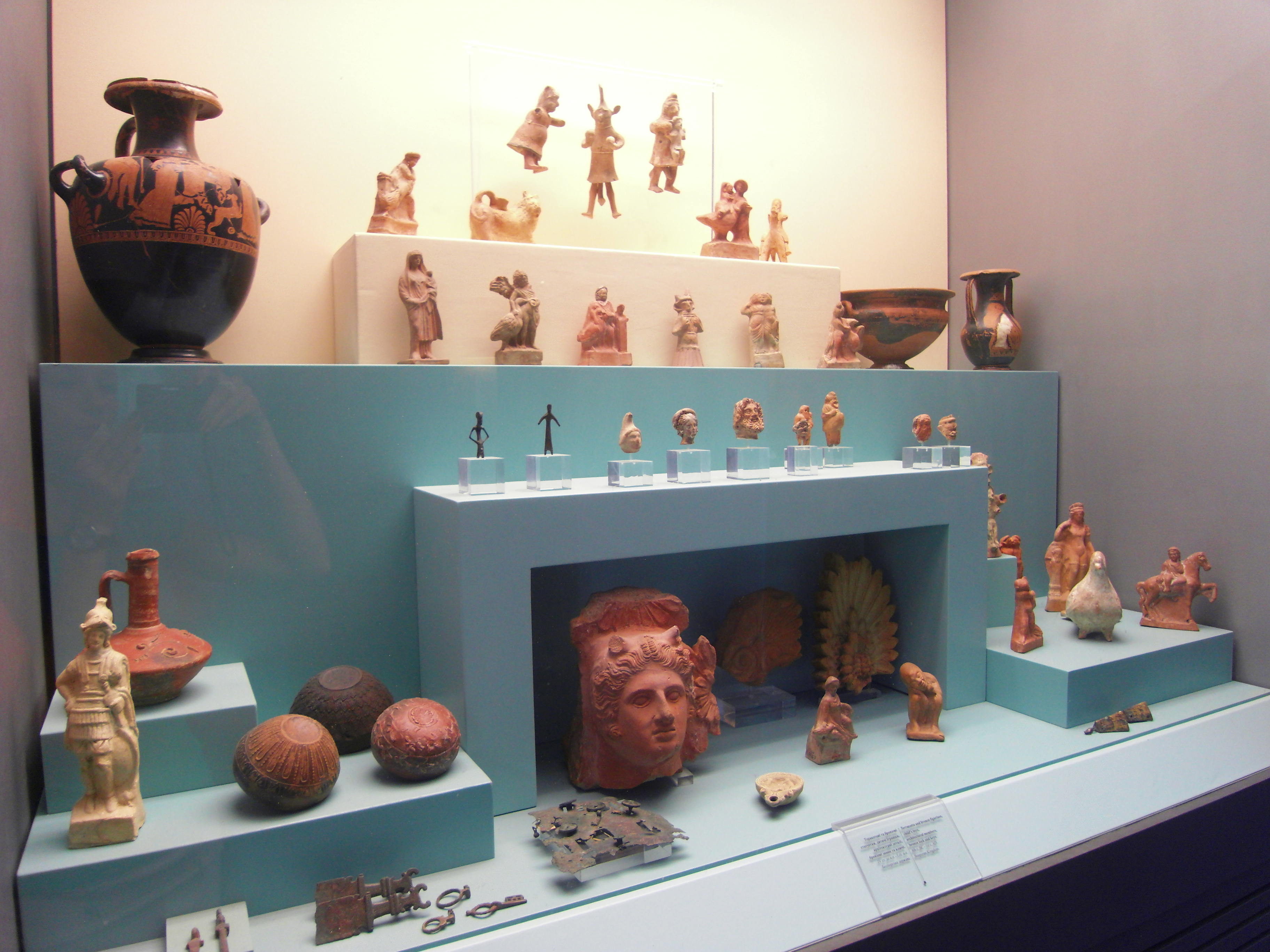
Теракотові та бронзові статуетки, Боспорська держава, Одеський археологічний музей

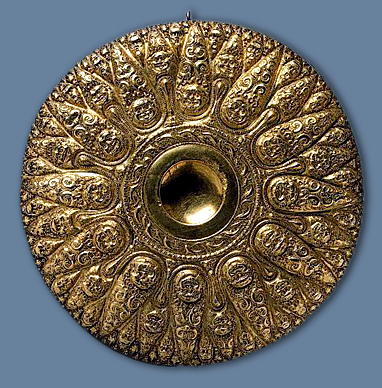
Боспорська фіала, 4 століття до н. е.

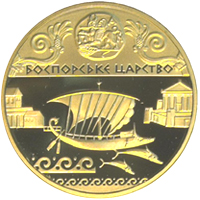
Монета НБУ присвячена Боспорському царству

В кінці 5 століття до н. е. до складу Боспорської держави увійшов Німфей, який до того належав Афінам. У роки правління царя Левкона І (389 або 388 — 349 або 348 роки до нашої ери) кордони Боспорської держави значно розширилися. Було завойовано Феодосію. Царству належали весь Керченський півострів, населений скіфами, а також Таманський півострів, пониззя Кубані та Східного Приазов'я. Внаслідок цього змінився характер Боспорської держави: об'єднання античних полісів перетворилося на державне утворення, куди входили античні міста і місцеві племена. Ці риси наближали Боспорське царство до еллінських держав, що виникли наприкінці 4 століття до Р. Х. В першій половині або в середині 3 століття до нашої ери Боспорська Держава заснувала в гирлі Дону місто Танаїс. Наприкінці 1 століття до н.е. це місто здійснило невдалу спробу відокремитись від метрополії.
Період найбільшого економічного і культурного розквіту Боспору припадає на 4-3 століття до нашої ери. Сільське господарство, рибальство, різні ремесла, торгівля за тих часів і в наступні століття були основними галузями його економіки, що базувалася на експлуатації рабів і пелатів (залежного землеробського населення). В Боспорській державі виробляли велику кількість товарного хліба, виловлювали багато риби, вирощували виноград. На базі рибальства та виноградарства розвинулися рибозасолювальний (особливо в перших століттях до нової ери) та виноробний промисли (залишки рибозасолювальних господарств археологи виявили в Тірітаці, Пантікапеї, Фанагорії, Мірмекії). Значного розвитку набули в Боспорі будівельна справа, виробництво покрівельної черепиці, суднобудування (за свідченням Страбона, в Пантікапеї були доки для 30 суден), гончарство, обробка дерева та кістки (в багатих похованнях знайдено чимало майстерно зроблених дерев'яних саркофагів). Розвивалися архітектура, монументальний живопис. У Пантікапеї був театр, його прийнято вважати першим подібним закладом на теренах сучасної України. Боспорський хліб вивозився морем у міста Греції і Малої Азії.
Тільки до Афін в 4 столітті до нашої ери, як про це свідчить Демосфен, з Боспору щороку довозилося близько 1 млн пудів хліба. Найбільшими хліботорговцями були правителі Боспорської Держави і тісно пов'язані з ними грецька та місцева знать. З Боспора також вивозили рибу, шкіру, почасти — рабів. У міста Боспорської держави з Греції, Малої Азії, островів Егейського моря імпортували вино, оливкову олію, посуд, тканини, зброю, прикраси (зокрема, ювелірні вироби), предмети мистецтва тощо. Імпортовані товари та продукцію боспорських ремісників продавали на внутрішньому ринку або обмінювали у родоплемінної знаті скіфів, сарматів та інших племен на продукти скотарського господарства, хліб та рабів. Свідченням широких економічних зв'язків Боспорської Держави з представниками верхівки племен Північного Причорномор'я є численні знахідки виробів боспорських ремісників у так званих царських скіфських курганах на території України та Прикубання.

В другій половині 2 століття до н. е. Боспорську державу спіткала гостра соціально-економічна криза, що посилювалася загрозою з боку скіфської держави в Криму, яка зазіхала на незалежність Боспору. Невпевнений у своїх силах боспорський цар Перісад V близько 107 року до нашої ери передав владу понтійському цареві Мітрідату VI Євпатору. Під час переговорів про передачу влади між полководцем Мітрідата VI Діофантом і Перісадом на Боспорі вибухнуло повстання скіфів, на чолі якого став Савмак. Повстання охопило весь Керченський півострів. Повстанці вбили Перісада і проголосили Савмака царем. Діофант, який встиг втекти, наступного року очолив каральну експедицію, що жорстоко придушила повстання. Боспор увійшов до Понтійського царства. Мітрідат VI намагався перетворити Боспор на свою опорну базу в боротьбі проти Риму. Але, зазнавши в цій боротьбі цілковитої поразки, Мітрідат VI в 63 році до нашої ери покінчив життя самогубством у Пантікапеї. Відтоді почався період політичної залежності Боспорської Держави від Риму.

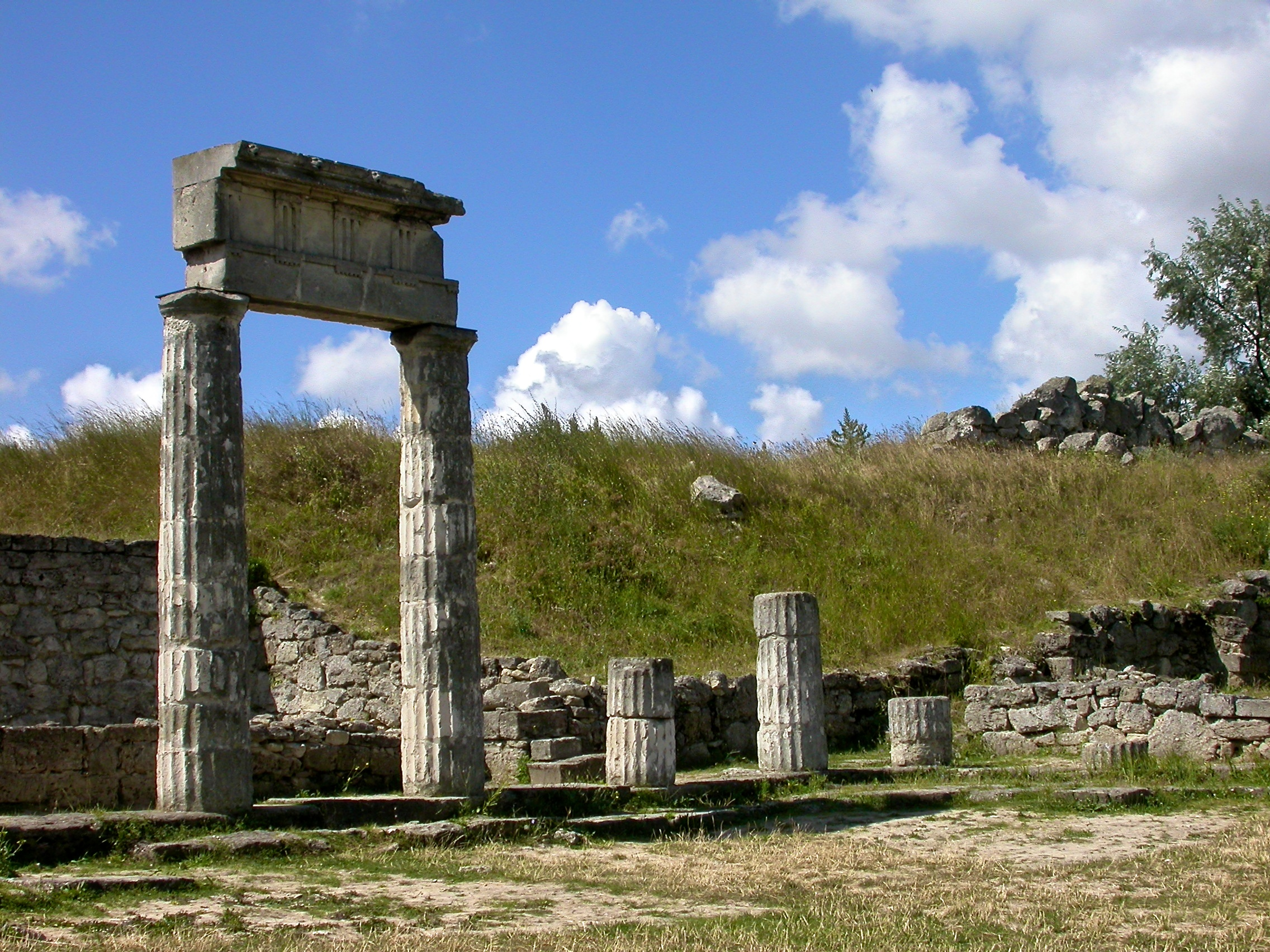
Пантікапей

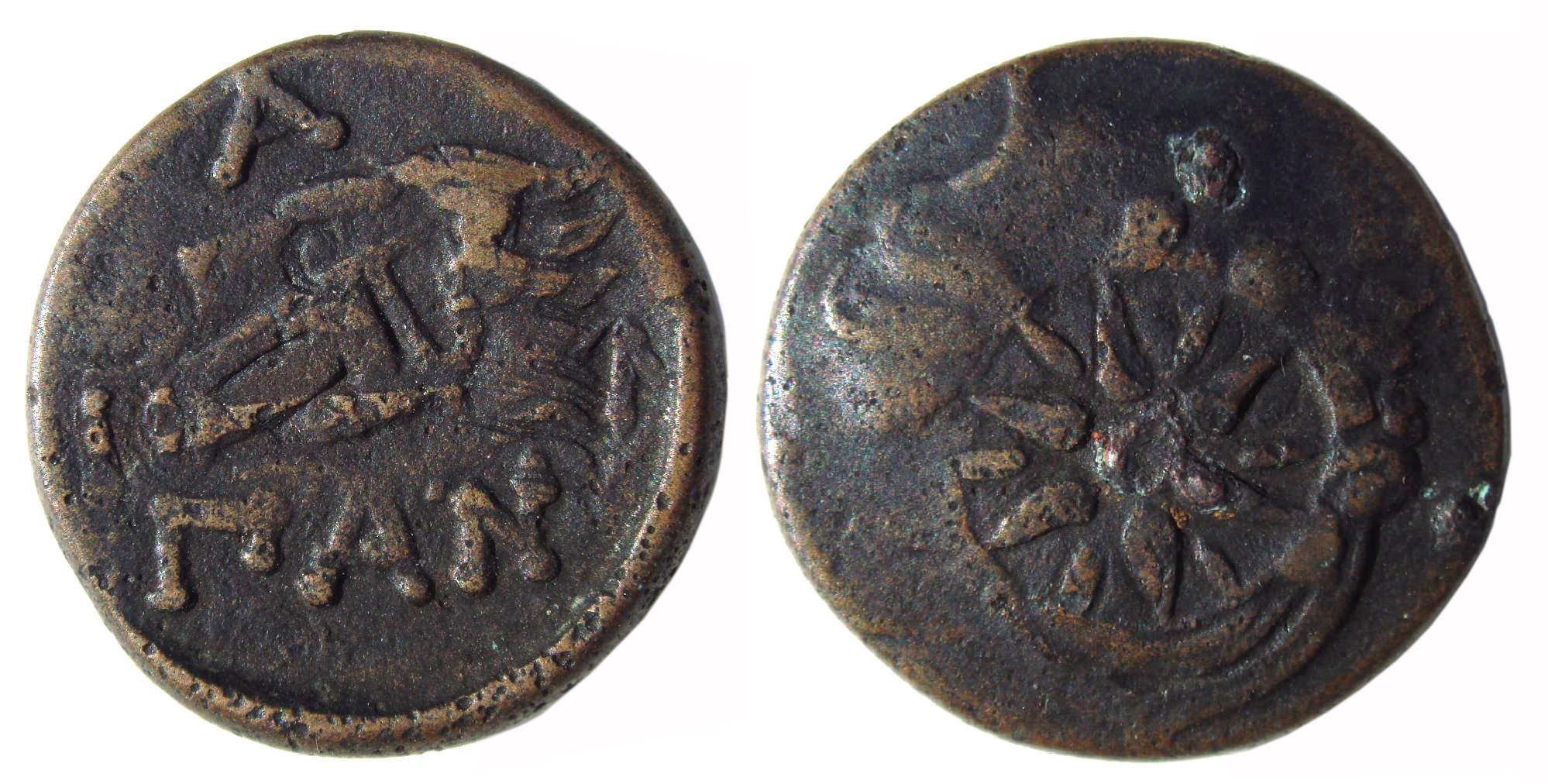
Монета Пантікапей

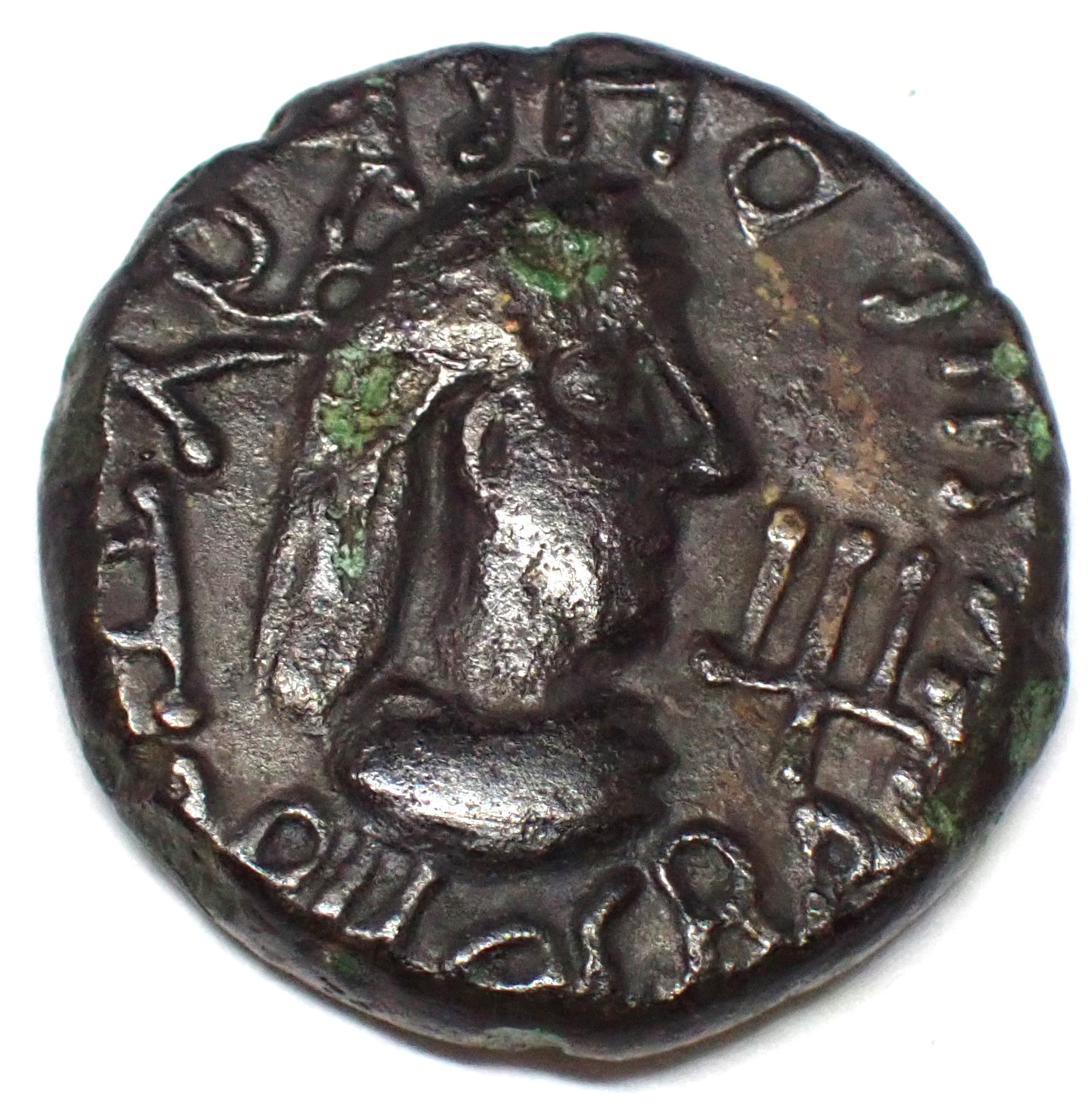
Аверс монети царя Боспору Рескупоріда VI в 303—341/342 роках

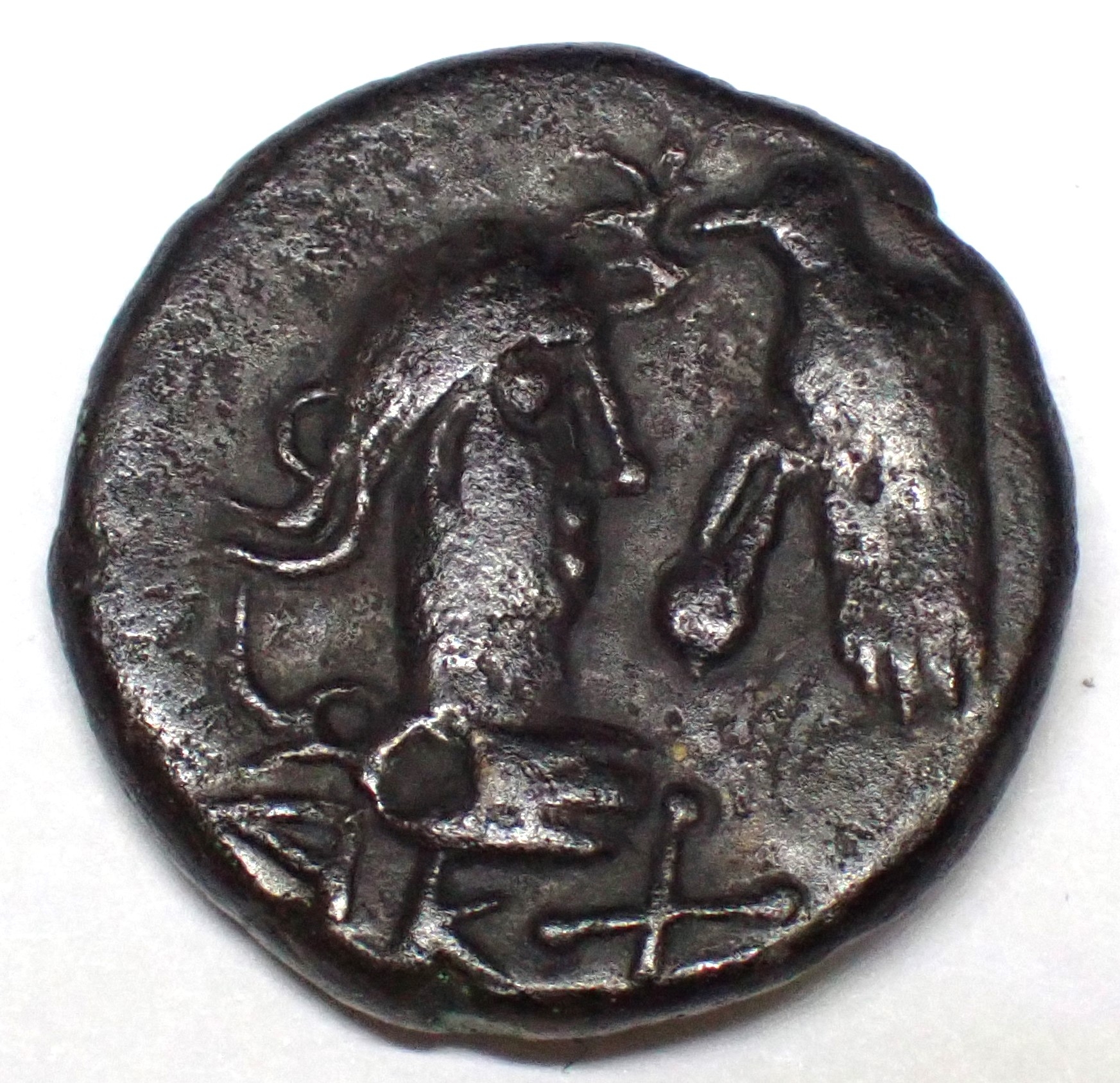
Реверс монети Рескупоріда VI

1-2 століття нашої ери були періодом другого розквіту Боспорської Держави. Розвиток зовнішньої та внутрішньої торгівлі забезпечував її відродження і швидке економічне піднесення. Виникли нові укріплені поселення, розширилися старі міста. Значне збільшення у складі населення міст сарматського етнічного елементу спричинило до дедалі більшої «сарматизації» культури Боспорської Держави. В перші століття нашої ери на Боспорі правила царська династія Тіберіїв Юліїв, генеалогічно пов'язана з Мітрідатом VI. Царів Боспору затверджували римські імператори, які розглядали його, як союзну державу. В 2-3 століттях нової ери боспорський цар Савромат ІІ (174 або 175 — 210 або 211 роки) завдав вирішальної поразки скіфам. Їх, а також таврів, які населяли гірський Крим, було включено до Боспорської Держави. За його царювання Боспор досяг і певної незалежності від Риму. Проте навала готів (середина 3 століття) підірвала економічне життя Боспорської Держави

### Боспор у IV—VIст.
Довгий час вважалося, що Боспорська держава була знищена навалою готів у 70 роках IV ст. Однак, новітні дослідження доводять континуїтет варварської та античної складової політичної та матеріальної культури упродовж усього пізньоантичного періоду і навіть пізніше, у IV—VI ст.
У Боспорській державі видобували й широко застосовували нафту — це найдавніше застосування нафти на землях України. За даними проф. В. П. Обручева керченські нафтові джерела були відомі вже в перші століття нашої доби, що підтверджують амфори з висохлою нафтою, знайдені поблизу сучасної Керчі.